# Rasoul Korbekandi
Rasoul Korbekandi (Isfahan, 27 gennaio 1953) è un allenatore di calcio ed ex calciatore iraniano, di ruolo portiere.